# Anna Davour
Anna Davour, född 25 december 1975, är en svensk fysiker och vetenskapsjournalist. Hon disputerade 2007 med avhandlingen Search for low mass WIMPs with the AMANDA neutrino telescope.
Efter att ha arbetat som forskare blev hon vetenskapsjournalist. Hon är redaktör på Forskning och Framsteg och har arbetat för Vetenskapsradion, IDG och suttit i redaktionen för Populär Astronomi. Hon har även varit en av programledarna för podcasten P3 Dystopia. Hon har även skrivit boken Urtidsbilder tillsammans med Simon Stålenhag.
Davour är science fiction-entusiast och skrivit om science fiction och steampunk. Hon har också arrangerat science fiction-kongresser. För sin gärning inom science fiction-rörelsen mottog hon Alvar Appeltoffts Minnespris för år 2000.